# Гнилуша (притока Повчанки)
Гнилуша — річка в Україні, у Лугинському районі Житомирської області. Права притока Повчанки (басейн Прип'яті).

## Опис
Довжина річки 11 км. Формується з багатьох безіменних струмків та 1 водойми. Площа басейну 42 км².

## Розташування
Бере початок у селі Малахівці. Тече на північний схід у межах села Бобричі. Потім повертає на схід і в селі Липники впадає в річку Повчанку, ліву притоку Жерева.

## Іхтіофауна Гнилуши
У річці водяться пічкур, бистрянка, верховодка та плітка звичайна.